# Bílovec
Bílovec település Csehországban, Nový Jičín-i járásban. Bílovec Olbramice, Fulnek, Těškovice, Tísek, Hlubočec, Skřipov, Bítov, Bílov, Bravantice, Velké Albrechtice és Slatina településekkel határos. Lakosainak száma 7401 fő (2024. január 1.).

## Népesség
A település lakosságának változását az alábbi diagram mutatja:
| Lakosok száma | 6487 | 7080 | 6831 | 5404 | 7215 | 7494 | 7415 | 7419 | 7341 | 7401 |
|               | 1869 | 1890 | 1921 | 1950 | 1980 | 2001 | 2017 | 2019 | 2022 | 2024 |